# Remparts de Prats-de-Mollo
Les remparts de Prats-de-Mollo sont l'ensemble des fortifications entourant la ville de Prats-de-Mollo-la-Preste, dans le département français des Pyrénées-Orientales. 

## Situation
Les remparts sont situés à Prats-de-Mollo, dans la région Occitanie.

## Histoire
Le traité de Corbeil fixe la frontière du royaume de France au sud des Corbières, gardée, côté français par les châteaux de Termes, Aguilar, Niort, Quéribus, Peyrepertuse et Puilaurens. Le roi de France renonce à ses prétentions sur la Catalogne. Prats-de-Mollo se développe sous l’impulsion du roi Jacques Ier d’Aragon. Prats est alors une ville royale. La seigneurie et la justice appartiennent au roi, et une justice royale ordinaire y est installée. Les rois d'Aragon ont accordé des privilèges à la ville : suppression de certains impôts, création d'une université, délégation de députés aux Corts catalans. Ces privilèges donnent une certaine prospérité à la ville grâce aussi à la fabrication et au commerce des draps. Prats, comme le Vallespir, appartenant à la vicomté de Castelnou.
Une première enceinte aurait été construite autour de la ville dès le XIVe siècle. La première mention de cette enceinte entourant la ville basse et la ville haute remonte à 1330. Elle a été l'objet de multiples travaux pendant tout le XIVe siècle. Elle est reconstruite en 1345 sur ordre des consuls qui décident d'acheter les terrains nécessaires pour élever les tours et les courtines. Ces travaux ont duré jusqu'en 1369. Des réparations sont faites en 1389 et 1390.
Elle a été partiellement détruite par un tremblement de terre, en 1428. On entreprend de relever aussitôt l'enceinte mais les travaux ont duré jusqu'en 1432. 
Après le traité des Pyrénées, en 1659, Prats-de-Mollo fait partie du royaume de France. L'enceinte est détruite en 1670 à nouveau par les habitants eux-mêmes pendant l'insurrection des Angelets contre les armées de Louis XIV et l'imposition de la gabelle alors qu'ils étaient jusque-là exonérés de cet impôts sur le sel par les franchises accordées par les rois d'Aragon et reconduites dans le traité des Pyrénées. 
| Plan des fortifications à la fin de l'année 1703                                                                                                  |
| Plan réalisé par Jacques-Marc-Antoine de Girval (1660?-1708), cartographe, montrant l'état des fortifications à la fin de l'année 1703 (Gallica). |

| Plan des fortifications en 1744.                                                                                  |
| Plan réalisé par Pierre-Louis du Haultemps des Bordes de La Maunerie (1689-1766), cartographe, en 1744 (Gallica). |

Vauban fait alors construire un fort entourant la tour de la Guardia, appelé fort Lagarde au XVIIIe siècle, au-dessus de la ville entre 1677 et 1682 pour contrôler la ville remuante. Puis, en 1683, Louis XIV demande le rétablissement des remparts pour contenir les habitants insubordonnés. Les travaux sont attribués le 2 juillet 1683 par le « sieur Joseph Daguson entrepreneur » . Le toisé des travaux réalisés est fait le 27 décembre 1683. Il permet de connaître les travaux qui ont été faits qui ont laissé l'enceinte avec des échauguettes dans l'état où elle se trouve aujourd'hui. La ville de Prats-de-Mollo a été condamnée à payer « le rétablissement ordonné par le roi des murailles », soit 16 238 livres en monnaie de France. Cette somme n'étant pas entièrement payée en 1686, les consuls ont dû imposer une taille extraordinaire aux habitants de 3 000 livres. En 1688, une redoute, appelée Tour carrée, est construite entre la ville et le fort Lagarde.
En 1691, pendant la guerre de Neuf Ans, les Espagnols, venant du col d’Ares, assiègent Prats-de-Mollo, sans succès. En 1692, le suivi des travaux est confié à l'ingénieur François Rousselot. La guerre va entraîner l'arrêt des crédits pour poursuivre la construction des fortifications de la ville. Seulement un tiers du projet du fort Lagarde a été réalisé. La tour de la Guardia sert de magasin à poudre. Elle est entourée d'un corps de caserne, d'une fausse braie, d'une citerne, d'une boulangerie. Quatre portes permettent d'accéder à la ville : la porte d'Espagne, la porte de France, la porte du Verger et la porte de la Fabrique.
Au XVIIIe siècle, une communication souterraine reliant la Tour carrée au fort Lagarde est réalisée.
La ville est prise par l'armée espagnole commandée par le général Antonio Ricardos, le 6 juin 1793, pendant la guerre du Roussillon avant qu'ils soient arrêtés devant Perpignan, à la bataille de Peyrestortes. La ville reste occupée par les Espagnols jusqu'en 1794, quand le général Dugommier repousse les troupes espagnoles jusqu'en Espagne.
Au XIXe siècle, au communication souterraine est réalisée entre la ville et la Tour carrée et de nouvelles défenses sont construites devant la porte d'Espagne.
Le fort Lagarde est vendu par l'armée en 1920.
Les remparts ont été classés au titre des monuments historiques le 13 mars 1930.

## Description

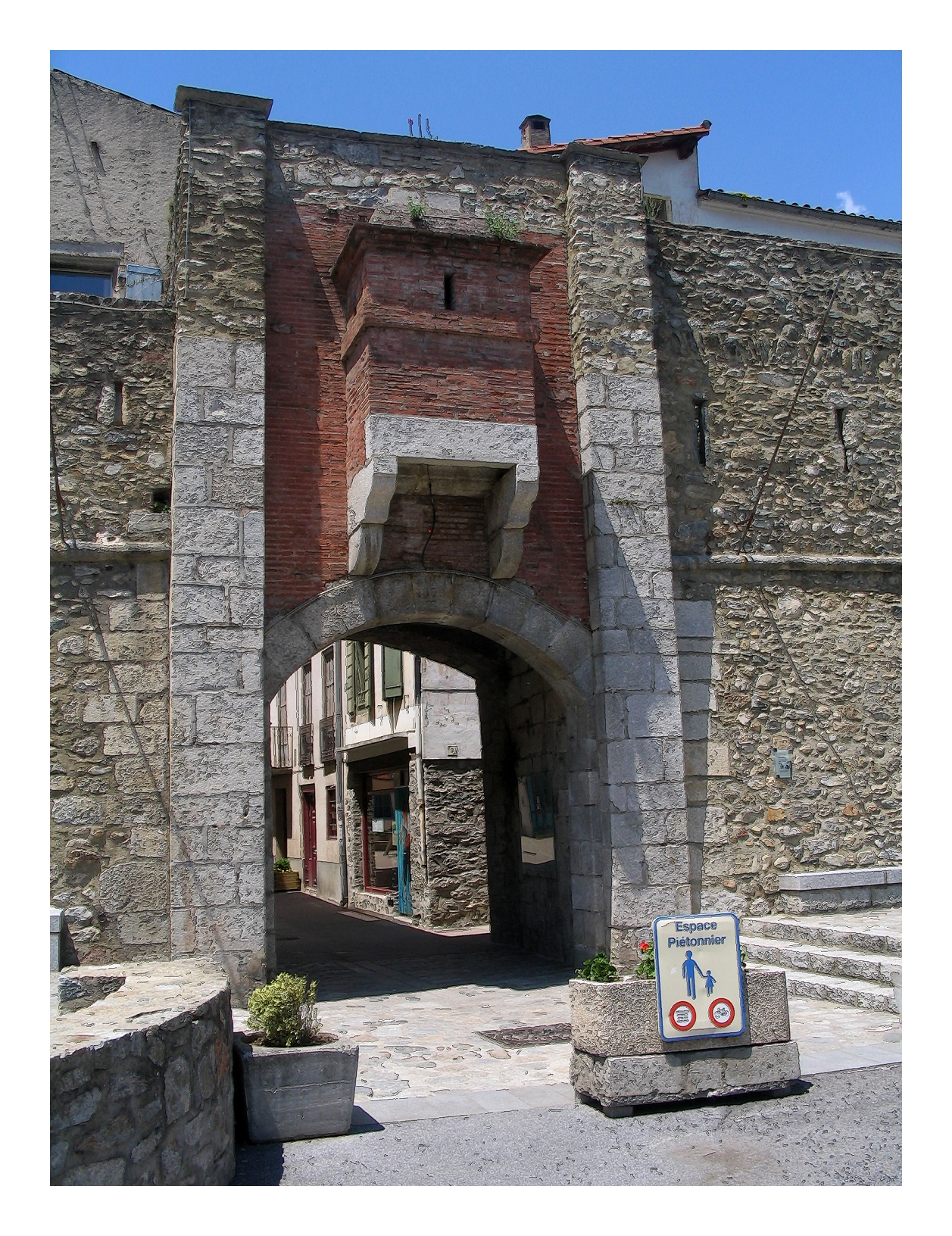
Porte du Verger

Plusieurs portes donnent accès à la ville : 
- la porte d'Espagne[4]  qui donne accès au pont Sainte-Lucie ;
- la porte du Verger à l'ouest ;
- la porte de France à l'est ;
- la porte du Cimetière au nord, donnant accès au chemin souterrain conduisant au fort Lagarde.

Toutes ces portes étaient munies d'un pont-levis surmonté d'une échauguette à mâchicoulis. 
Les remparts consistent en une simple muraille peu épaisse percée de meurtrières pour le fusil flanquée de petites échauguettes qui flanquent les angles.